# Villejust
 Villejust  es una población y comuna francesa, ubicada en la región de Isla de Francia, departamento de Essonne, en el distrito de Palaiseau y cantón de Villebon-sur-Yvette.

## Demografía
| 716 | 793 | 889 | 917 | 1324 | 1655 |
| Para los censos de 1962 a 1999 la población legal corresponde a la población sin duplicidades (Fuente: INSEE [Consultar]) |     |     |     |      |      |

- Datos: Q276220
- Multimedia: Villejust / Q276220

1. ↑  Worldpostalcodes.org, código postal n.º 91140.
2. ↑  INSEE, Datos de población para el año 2012 de Villejust (en francés).